# Каменица (Сморгонский район)
Камени́ца (бел. Камяніца, пол. Kamienica) — деревня в Сморгонском районе Гродненской области Белоруссии.
Входит в состав Кревского сельсовета.
Расположена в юго-западной части района. Расстояние до районного центра Сморгонь по автодороге — около 26 км, до центра сельсовета агрогородка Крево по прямой — 3,5 км. Ближайшие населённые пункты — Крево, Попелевичи, Чухны. Площадь занимаемой территории составляет 0,594 км², протяжённость границ 6460 м.

## Название
Название произошло от местной неплодородной каменистой почвы.

## История
Деревня отмечена на карте Шуберта (середина XIX века) в составе Кревской волости Ошмянского уезда Виленской губернии. В описи 1865 года числилась в составе деревенского округа Попелевичи..
После Советско-польской войны, завершившейся Рижским договором, в 1921 году Западная Белоруссия отошла к Польской Республике и деревня была включена в состав новообразованной сельской гмины Крево Ошмянского повета Виленского воеводства.
В 1938 году Каменица состояла из осады (известной также под названием Камёнка), деревни и застенка, насчитывавших 2 дыма (двора) и 12 душ, 7 дымов и 40 душ, 4 дыма и 19 душ соответственно.
В 1939 году, согласно секретному протоколу, заключённому между СССР и Германией, Западная Белоруссия оказалась в сфере интересов советского государства и её территорию заняли войска Красной армии. Деревня вошла в состав новообразованного Сморгонского района Вилейской области БССР. После реорганизации административного-территориального деления БССР деревня была включена в состав новой Молодечненской области в 1944 году. В 1960 году, ввиду новой организации административно-территориального деления и упразднения Молодечненской области, Каменица вошла в состав Гродненской области.

## Население
| 1938 | 1999 | 2009 |
| ---- | ---- | ---- |
| 71   | 89   | 52   |

## Транспорт
Вдоль северной границы деревни проходит автодорога республиканского значения Р95 Лынтупы — Свирь — Сморгонь — Крево — Гольшаны. Также через деревню проходит автодорога местного значения Н6432 Крево — Чухны — Каменица — Попелевичи.
Через деревню проходят регулярные автобусные маршруты:
- Молодечно — Боруны
- Сморгонь — Боруны